# Orchestre de batterie-fanfare
 (juin 2013).
Si vous disposez d'ouvrages ou d'articles de référence ou si vous connaissez des sites web de qualité traitant du thème abordé ici, merci de compléter l'article en donnant les références utiles à sa vérifiabilité et en les liant à la section « Notes et références ».
 (juin 2013).
En France, un orchestre de batterie-fanfare est un ensemble musical composé de cuivres naturels (clairons, trompettes de cavalerie, cors naturels) et quelques percussions.

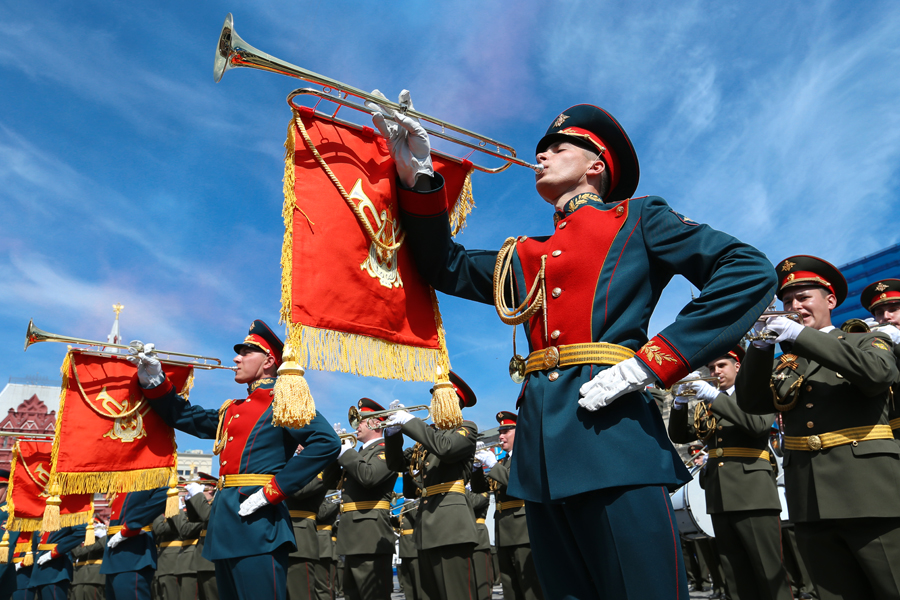
Fanfare militaire de trompettes en Russie.

## Historique

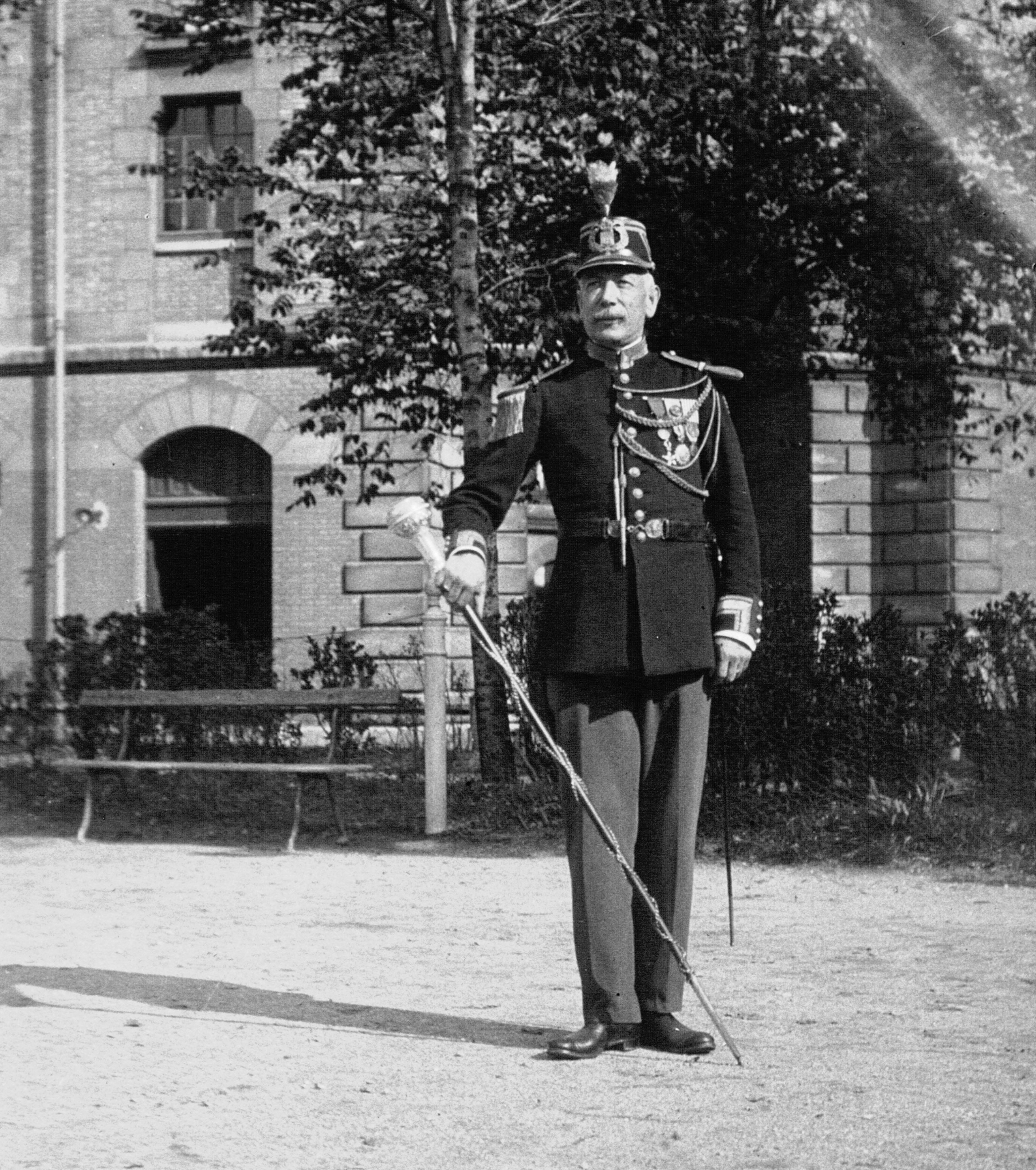
Gabriel Defrance vers 1930.

Une batterie-fanfare est une formation relativement récente puisque sa création remonte aux années 1950. Sa composition repose principalement sur un regroupement d'instruments d’ordonnance, à sons naturels, c'est-à-dire sans système de piston ou de palette pour obtenir les demi-tons. Ces instruments d'ordonnance ont eu jusque-là une histoire et une utilisation essentiellement militaire. Ils ont rythmé les champs de bataille, le quotidien des armées et des cours princières pendant des siècles :
- le clairon pour l'infanterie, en si bémol, inventé en 1823 par le facteur français Antoine Courtois ;
- la trompette de cavalerie pour la cavalerie, en mi bémol, utilisée déjà par les mousquetaires de Louis XIII, elle prend sa forme actuelle au début du 1er Empire ;
- le cor de chasse pour les chasseurs, en mi bémol, employé dès 1830 (à ne pas confondre avec la trompe pour la vénerie, qui elle est en ré).

Gabriel Defrance, compositeur et tambour-major de la Garde républicaine de 1911 à 1933 a fait évoluer l'instrumentation à la Garde — notamment avec le clairon à piston — et dans les sociétés musicales civiles en qualité de responsable technique de l’Union des fanfares de France (UFF) et président de la commission de musique de la Fédération gymnastique et sportive des patronages de France (FGSPF) jusqu'à sa mort en 1952. Ces sociétés musicales se regroupent dans le fédéralisme apparu à la fin du XIXe siècle. En 1941, la batterie de la garde républicaine sous la conduite du tambour-major Gendre, est dotée d'instruments de fanfare. Elle est composée de cuivres à système (bugle, trompette, cornet, cor alto, baryton et basses) et de toute la famille des saxophones. C'est en 1945 qu'elle prend officiellement le nom de batterie-fanfare, nom qu'elle aura du mal à abandonner beaucoup plus tard pour prendre sa véritable appellation : Musique de la Garde en 1993. Elle est actuellement dotée d'un orchestre d'harmonie type et d'une batterie-fanfare complète.

## Vers de nouvelles évolutions

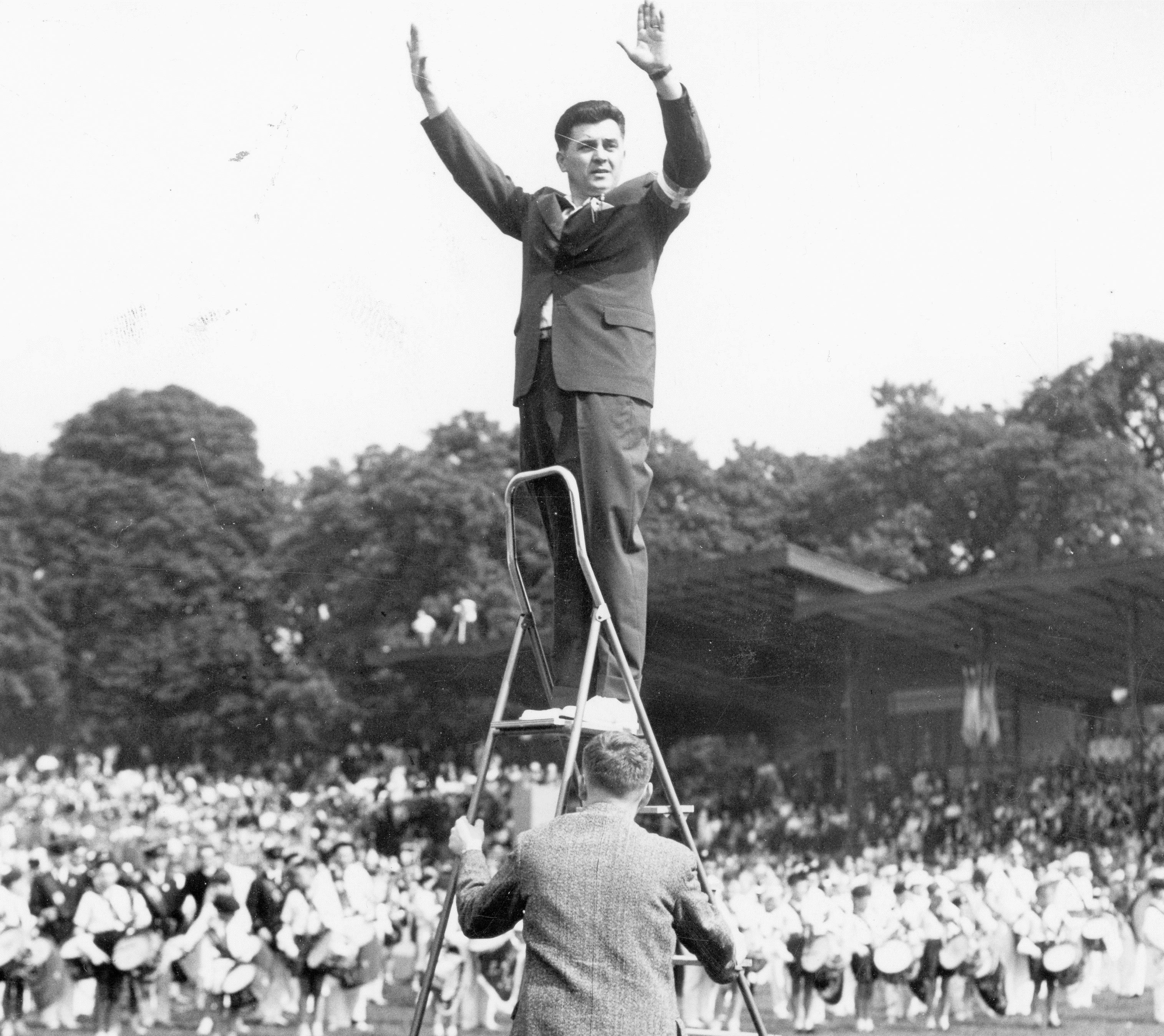
Robert Goute dirigeant un festival musical vers 1960.

En 1936, la Musique de l'Air placée sous le commandement de Claude Laty est la première à se doter d'une batterie avec tambours, clairons, trompettes et cors. Elle devient donc la première et véritable batterie-fanfare. Le tambour-major est alors Maurice Bonnard ; Robert Goute lui succède en 1953. Il faut attendre l'arrivée de Jacques Devogel aidé de Robert Goute, respectivement chef et tambour-major de cette Musique de l'Air pour que le répertoire s'affranchisse de la tradition et s'oriente vers des styles nouveaux plus rythmés et modernes.
C'est le point de départ d'un répertoire riche qui n'a de cesse d’évoluer. De nombreux compositeurs ont offert des centaines d'œuvres de tous styles et de toutes difficultés. Parmi les principaux compositeurs historiques et célèbres, on se doit de citer Robert Goute, Roger Fayeulle, Jacques Devogel, Guy Luypaerts. Les contemporains sont représentés par : Marc Steckar, Mico Nissim, Xavier le Masne, Pierre Saorboorg, Jean-Jacques Charles, Alain Lantin, Lionel Rivière, Laurent Sarrote, Jean-Jacques Caplier, Guy Coutanson, Simon Dutournier et bien d'autres.
La batterie-fanfare de la Musique de l'Air fait école dans les formations professionnelles à caractère militaire mais aussi et surtout dans le monde musical amateur où de nombreuses cliques ou fanfares prennent cette nouvelle configuration. La clique est une appellation longtemps utilisée pour désigner la batterie d'une musique militaire (clairons et tambours) ou diverses formes de fanfares civiles ou militaires. Ce terme est rejeté et abandonné progressivement à partir du milieu du XXe siècle l'appellation ayant un caractère péjoratif.

## Développement et orientation des batteries-fanfares

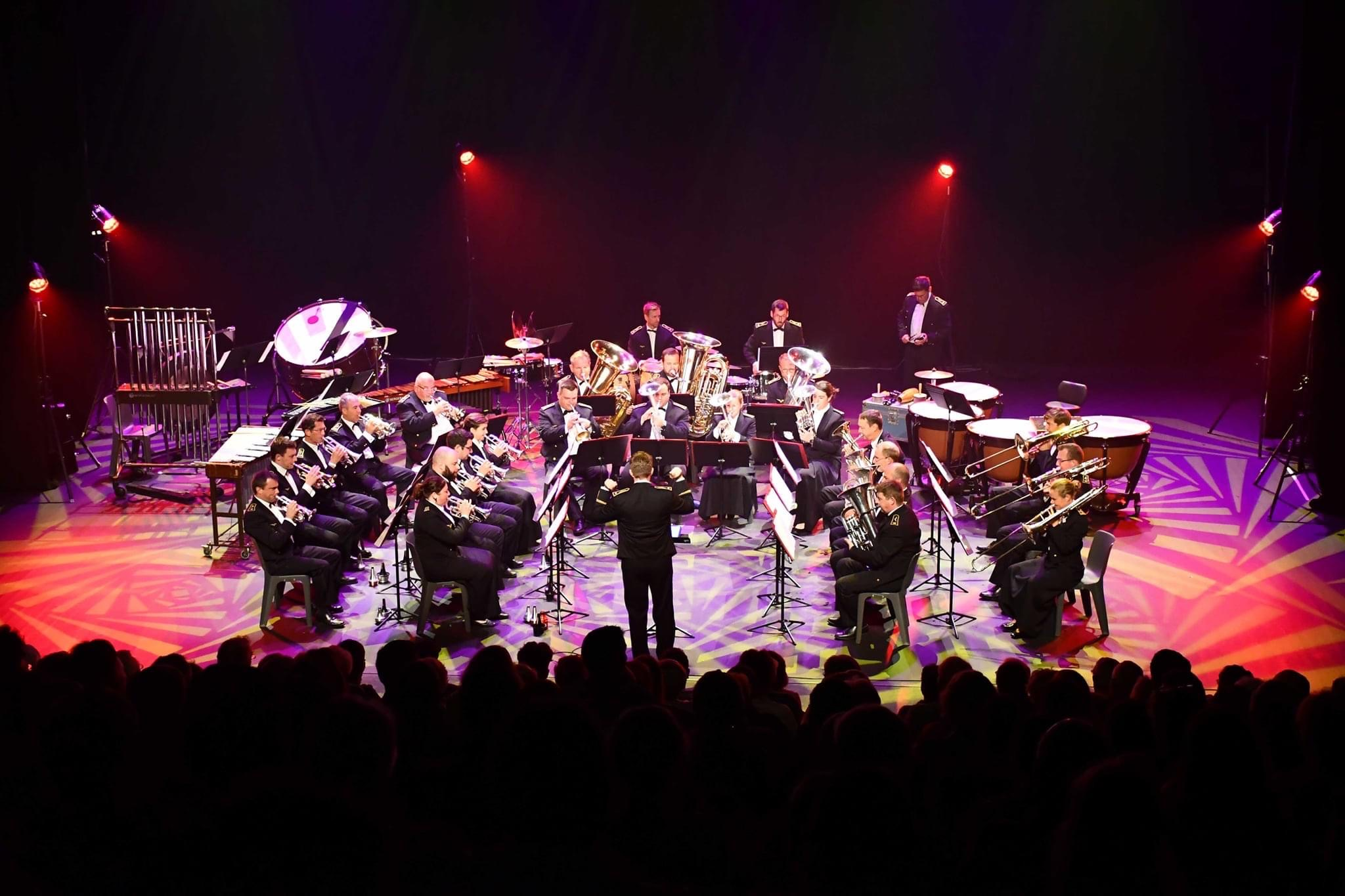
Brass band de la Musique de l'Air sous la direction du capitaine Laurent Douvre au festival du son des cuivres à Mamers, en 2021.

En 2017, les batteries-fanfares sont regroupées dans des fédérations : Fédération sportive et culturelle de France (FSCF), UFF, Confédération musicale de France (CMF) et Confédération française des batteries-fanfares (la plus récente puisque sa création date de 1980). Ces fédérations ont plus ou moins les mêmes objectifs. La CFBF par exemple les formule ainsi : « Pour le développement et le progrès technique des formations musicales populaires, en promouvant la pratique instrumentale, favorisant l'enseignement musical et développant la formation intellectuelle et morale de la jeunesse dans ses loisirs ».
C'est dans ce but que des plans de formation musicale sont mis en place par des comités techniques ou des commissions musicales.
La batterie-fanfare est une spécificité française dont les instruments sont cantonnés dans leur vocation à caractère militaire.
Au fil des années, l'instrumentation de la batterie-fanfare évolue en même temps que le répertoire. Les premières œuvres se contentent des instruments d'ordonnance auxquels on ajoute les clairons basses, trompettes basses et contrebasses à pistons (seuls instruments à système) avec un accompagnement rythmique de tambour ou caisse claire et grosse-caisse, cymbales. Progressivement, tout l'éventail des percussions est adopté et les tambours deviennent d'authentiques percussionnistes, sans pour autant abandonner la haute technicité sur leur instrument de prédilection.
De multiples expériences sont réalisées avec des instruments « invités », instruments à sons naturels dans d'autres tonalités, guitare basse, saxhorn basse ou euphonium (adoptés définitivement), trompette à pistons, trombone, piano, violoncelle, accordéon, flûte, chant, saxophone, instruments celtiques, steel drums, etc.
Après plusieurs étapes de sélection par le comité éditorial des éditions Le Robert, le mot "batterie-fanfare" fait son entrée dans le millésime 2017 du dictionnaire.